# Tumulo di Montefortini
Il Tumulo di Montefortini è una tomba etrusca scoperta nel 1965, situata a Comeana, nel comune di Carmignano.

## Storia
Fu scoperta il 21 febbraio 1965 da quattro giovani pratesi (Mario Franco Gori, N. Coppini, M. Mariotti, G. Guarducci) che scavando su una piccola collinetta nei pressi del cimitero di Comeana, arrivati ad 80 cm, cominciarono ad estrarre pezzetti di cotto e lastroni, appartenenti ad un impianto tombale etrusco. I ragazzi consegnarono i pezzi ai carabinieri di Poggio a Caiano. La tomba rinvenuta dai quattro ragazzi è quella di Boschetti, la più antica delle tombe di Comeana.

## Descrizione
Il Tumulo di Montefortini è costituito da una monumentale collina artificiale dal diametro di 70 metri e alta 12, circondata da un tamburo in pietra arenaria, interrotto ad Nord-Ovest da una piattaforma che si suppone accogliesse l'ara sacrificale. La monumentalità del luogo è accentuata dal bosco di querce e lecci che sovrasta il tumulo.
La struttura ospita due camere sepolcrali.

## Tomba di Montefortini I
La prima tomba è composta da una tomba a camera scavata e restaurata a partire dal 1966. L'accesso è dato da un ampio dromos, lungo 13 metri, che conduce al vestibolo quadrangolare, lungo 2,10 m e largo 2,50 m che probabilmente in origine era coperto con una falsa volta di lastroni aggettanti. Attraverso un portale trilitico costituito da due ante mobili sovrastate da un architrave si lascia il vestibolo e si entra nella camera sepolcrale. La camera perfettamente rettangolare, lunga 4,50 m e larga 2,55 m, costituisce uno dei più begli esempi dell'architettura etrusca del periodo orientalizzante. Lungo le pareti corre una mensola per depositarvi le urne cinerarie dei defunti.
La tomba fu saccheggiata probabilmente già a partire dal 200 a.C., epoca in cui presumibilmente crollò la volta del vestibolo, e poi in altre occasioni. Nonostante ciò la tomba ha restituito un numero sufficiente di reperti per consentirne la datazione tra l'ultimo venticinquennio del VII ed il primo del VI secolo a.C. (625-575). Sono infatti emersi lavori scolpiti e finemente incisi, urne cinerarie in ceramica grezza, coppe in bucchero e resti di vasi in pasta vitrea egizia. Tutti i reperti sono stati esposti nel Museo di Artimino.

## Tomba di Montefortini II
La seconda camera sepolcrale che si trova al centro del tumulo e la cui presenza era stata ipotizzata da tempo, è stata scavata solo a partire dal 1982. Si tratta di una grande tomba a thòlos la cui struttura risulta in parte crollata, (forse a causa di un sisma) e manomessa già in epoca antica. Tutta la struttura ha un diametro di circa sette metri, è realizzata in pietra arenaria e presenta un pilastro centrale. Tra i ritrovamenti si segnalano una fibula in ferro, frammenti di avorio, gusci di uova di struzzo decorati, vetri blu egizi, ambre e frammenti di bucchero.